# Királyegyháza
Királyegyháza là một thị trấn thuộc hạt Baranya, Hungary. Thị trấn này có diện tích 22,88 km², dân số năm 2010 là 940 người, mật độ 41 người/km².